# Telespazio
Telespazio es una compañía de servicios de sistemas espaciales, con sede en Roma, Italia. Telespazio fue fundada en 1961; sin embargo, la compañía tal como existe hoy en día se formó el 1 de julio de 2005 con la fusión del Telespazio original con la división de servicios espaciales de Alcatel. La compañía es propiedad de Leonardo (67%) y Thales Group (33%).
La creación de la compañía coincidió con la creación de Alcatel Alenia Space. Esto también fue una fusión de los negocios de Alcatel y Finmeccanica (Alcatel Space y Alenia Spazio respectivamente).
El 5 de abril de 2006, Alcatel estuvo conforme con vender su parte de Telespazio (y su 67% participación de Alcatel Alenia Space) al Thales Group. 